# از شر شیطان نجاتمان ده (فیلم ۲۰۱۴)
از شر شیطان نجاتمان ده یا ما را از شیطان رهایی ده (به انگلیسی: Deliver Us from Evil) یک فیلم ترسناک فراطبیعی آمریکایی محصول سال ۲۰۱۴، به کارگردانی اسکات دریکسون و تهیه‌کنندگی جری بروکهایمر است. داستان فیلم براساس کتاب غیر داستانی با نام «مراقب شب باشید» به قلم رالف سارشی و لیسا کول که با الهام از داستانی واقعی نوشته شده است. از بازیگران فیلم می‌توان به اریک بانا، اولیویا مون، جوئل مک‌هیل، شان هریس، و ادگار رامیرس اشاره کرد. از شر شیطان نجاتمان ده در ۲ ژوئیه ۲۰۱۴ اکران شد و با وجود نقدهای مختلف، توانست به فروشی جهانی معادل ۸۷ میلیون دلار دست یابد، در حالی که ۳۰ میلیون دلار بودجه ساخت آن بوده است.

## داستان
در سال ۲۰۱۰ و در کشور عراق، یک تیم چهار نفره تفنگداران دریایی در حال نزدیک شدن به آتش‌سوزی در یک منطقه وسیع بیابانی هستند. سه تفنگدار دریایی غار را کشف می‌کنند و همزمان با کاهش خورده‌های ویدئویی کلاه ایمنی، سیاه و سفید شروع به فریاد می‌کنند.
در برانکس در سال ۲۰۱۳، گروهبان ویژه عملیات ویژه ان‌وای‌پی‌دی، رالف سارچی، بر فراز جسد یک نوزاد در یک کوچه تاریک ایستاده است. او و شریک زندگی‌اش، باتلر، گشت شبانه خود را برای ۴۶ منطقه آغاز می‌کنند. یک تماس مزاحم خانگی از طریق رادیو وارد می‌شود. سارچی برای اطلاعات بیشتر در مورد توزیع کننده تحقیق می‌کند و می‌فهمد که این مرد در آدرس یک تفنگدار دریایی سابق است. او به باتلر می‌گوید که «رادار» او خاموش است زیرا شاید دریانورد سابق هنوز فکر می‌کند که در حال جنگ است.
در محل شکایت، سارچی و باتلر با جیمز تراتنر، جیرمی تراتنر، سابق بدون پیراهن و خالکوبی شده روبرو می‌شوند که اصرار دارد همسرش اشکالی ندارد. وقتی همسرش سرش را بلند کرد، مأموران می‌بینند که او مورد ضرب و شتم بدی قرار گرفته است. آن‌ها متوجه علائم خراش عمیق روی زمین می‌شوند و هنگام دستگیری نسبت به سگ محتاط هستند. جیمی با وحشیانه در برابر آنها مقاومت می‌کند و سرانجام چاقو را روی باتلر کشید و با پای پیاده از خانه فرار کرد. سارچی با جیمی دستگیر و دستگیری می‌کند. اگرچه، بدون تحمل زخم قابل توجهی به ساعد که به بخیه نیاز دارد. مأموران متوجه می‌شوند که ناخن‌های جیمی ترک خورده و خونریزی می‌کند و فرض می‌کنند که وی از نظر روحی بیمار است یا مواد مخدر بالایی دارد.